# Gülhane
Gülhane Parkı (en turc Gülhane vol dir casa de les roses) és un parc del districte de Fatih d'Istanbul adjacent a la part est del palau de Topkapı (abans formava part dels jardins del palau) i a la façana de la mar de Màrmara. És el parc més antic de la ciutat i es troba al mahalle de Hoca Paşa, entre els barris d'Eminönü i Sultanahmet. En aquest parc, el sultà Abdülmecit hi va proclamar el seu firman (Gülhane Hatt-ı Humayunu - Decret Reial de Gülhane) sobre les reformes polítiques conegut com a Tanzimat el 4 de novembre de 1839. Durant molts anys va allotjar el zoològic municipal d'Istanbul, anteriorment l'únic zoo de la ciutat.
En el seu poema Ceviz Ağacı (El Noguer), el poeta turc Nazım Hikmet diu:
| « | Jo soc un noguer al parc de Gülhane | » |